# Довольно слов
«Довольно слов» (англ. Enough Said) — американская малобюджетная романтическая комедия, признанная иностранной кинопрессой вершиной режиссёрского и сценарного мастерства Николь Холофсенер. Главные роли исполняют Джулия Луи-Дрейфус и Джеймс Гандольфини. Один из последних фильмов с участием Джеймса Гандольфини который умер после того, как фильм был закончен, но до того, как он был выпущен; Холофсенер посвятила ему фильм.
За свою предпоследнюю актёрскую работу Гандольфини был посмертно представлен к премиям Гильдии киноактёров США и «Независимый дух», а перевоплощение Луи-Дрейфус отмечено номинацией на «Золотой глобус». Подавляющее число кинообозревателей внесло «Довольно слов» в собственные списки 10 лучших фильмов 2013 года, в том числе редакции изданий Entertainment Weekly, The New York Times и Vanity Fair.

## Сюжет
Действие фильма происходит в наше время. Ева (Джулия Луи-Дрейфус) — профессиональная массажистка, живущая со своей дочерью Эллен (Трэйси Фарэвэй). С мужем Питером (Тоби Хасс) она развелась несколько лет назад. Однажды ночью Ева выбирается на вечеринку с друзьями, женатой парой Уиллом (Бен Фальконе) и Сарой (Тони Коллетт). На ней Ева знакомится с поэтессой Мэриэнн (Кэтрин Кинер) и разведённым мужчиной среднего возраста Альбертом (Джеймс Гандольфини).
После вечеринки Альберт продолжает поддерживать контакт с Евой и вскоре они начинают романтические отношения. Мэриэнн становится клиенткой Евы и её подругой. Альберт знакомит Еву со своей дочерью Тесс (Ив Хьюсон), а спустя несколько дней в доме у Мэриэнн Ева понимает, что Мэриэнн — бывшая жена Альберта и мать Тесс. Ева продолжает встречаться с Альбертом, скрывая от него, что дружит с его экс-супругой.
На очередном сеансе массажа Тесс сталкивается с Евой и сообщает матери, что её массажистка — новая избранница отца. При этом присутствует и сам Альберт, невероятно огорчённый тем, что Ева скрывала от него дружбу с Мэриэнн. Он понимает, сколько всего Мэриэнн наговорила о нём, и расстаётся с Евой.
Дочь Евы, Эллен, уезжает в Йонкерс на обучение в колледж Сары Лоуренс. Спустя несколько месяцев, на день Благодарения, Ева заезжает к Альберту. Они садятся на крыльце и невинно разговаривают о жизни, как будто ничего не случалось.

## В ролях
- Джулия Луи-Дрейфус — Ева
- Джеймс Гандольфини — Альберт
- Кэтрин Кинер — Мэриэнн
- Тэви Гевинсон — Хлои
- Тони Коллетт — Сара
- Ив Хьюсон — Тесс
- Бен Фальконе — Уилл
- Микаэла Уоткинс — Хилари
- Тоби Хасс — Питер
- Трэйси Фарэвэй — Эллен
- Эми Ландекер — Дебби
- Кристофер Николас Смит — Хэл

## Награды
| Награды и номинации            | Награды и номинации                        | Награды и номинации | Награды и номинации   | Награды и номинации |
| Награда                        | Категория                                  | Номинант            | Результат             |                     |
| ------------------------------ | ------------------------------------------ | ------------------- | --------------------- | ------------------- |
| Общество кинокритиков Бостона  | «Лучший актёр второго плана»               | Джеймс Гандольфини  | Победа (посмертно)    |                     |
| Общество кинокритиков Бостона  | «Лучший сценарий»                          | Николь Холофсенер   | Победа                |                     |
| «Независимый дух»              | «Лучший актёр второго плана»               | Джеймс Гандольфини  | Номинация (посмертно) |                     |
| «Независимый дух»              | «Лучший сценарий»                          | Николь Холофсенер   | Номинация             |                     |
| «Спутник»                      | «Лучшая актриса»                           | Джулия Луи-Дрейфус  | Номинация             |                     |
| «Спутник»                      | «Лучший оригинальный сценарий»             | Николь Холофсенер   | Номинация             |                     |
| Премия Гильдии киноактёров США | «Лучшая мужская роль второго плана»        | Джеймс Гандольфини  | Номинация (посмертно) |                     |
| «Золотой глобус»               | «Лучшая женская роль — комедия или мюзикл» | Джулия Луи-Дрейфус  | Номинация             |                     |
| «Выбор критиков»               | «Лучшая комедия»                           |                     | Номинация             |                     |
| «Выбор критиков»               | «Лучший актёр второго плана»               | Джеймс Гандольфини  | Номинация (посмертно) |                     |
| «Выбор критиков»               | «Лучший актёр в комедии»                   | Джеймс Гандольфини  | Номинация (посмертно) |                     |
| «Выбор критиков»               | «Лучшая актриса в комедии»                 | Джулия Луи-Дрейфус  | Номинация             |                     |